# Campionato europeo di arrampicata 2017
Il Campionato europeo di arrampicata 2017 è stato la 12ª edizione della competizione continentale. La prova boulder si è svolta a Monaco di Baviera, in Germania, dal 18 al 19 agosto, mentre le altre gare a Campitello di Fassa, in Italia, dal 30 giugno al 1º luglio.

## Podi

### Maschile
| Evento    | Oro               | Argento         | Bronzo             |
| Lead      | Romain Desgranges | Adam Ondra      | Jakob Schubert     |
| Boulder   | Jan Hojer         | Alexander Megos | Anže Peharc        |
| Speed     | Marcin Dzieński   | Danyl Boldyrev  | Stanislav Kokorin  |
| Combinata | Jan Hojer         | Jakob Schubert  | Michael Piccolruaz |

### Femminile
| Evento    | Oro            | Argento        | Bronzo          |
| Lead      | Anak Verhoeven | Mina Markovič  | Jessica Pilz    |
| Boulder   | Staša Gejo     | Janja Garnbret | Petra Klingler  |
| Speed     | Yuliya Kaplina | Anna Tsyganova | Yelena Remizova |
| Combinata | Janja Garnbret | Petra Klingler | Staša Gejo      |

## Medagliere
| Pos.   | Paese     | Oro | Argento | Bronzo | Totale |
| ------ | --------- | --- | ------- | ------ | ------ |
| 1      | Germania  | 2   | 1       | 0      | 3      |
| 2      | Slovenia  | 1   | 2       | 1      | 4      |
| 3      | Russia    | 1   | 1       | 2      | 4      |
| 4      | Serbia    | 1   | 0       | 1      | 2      |
| 5      | Belgio    | 1   | 0       | 0      | 1      |
| 5      | Francia   | 1   | 0       | 0      | 1      |
| 5      | Polonia   | 1   | 0       | 0      | 1      |
| 8      | Austria   | 0   | 1       | 2      | 3      |
| 9      | Svizzera  | 0   | 1       | 1      | 2      |
| 10     | Rep. Ceca | 0   | 1       | 0      | 1      |
| 10     | Ucraina   | 0   | 1       | 0      | 1      |
| 12     | Italia    | 0   | 0       | 1      | 1      |
| Totale | Totale    | 8   | 8       | 8      | 24     |